# Nykirke Sogn
Nykirke Sogn er et sogn i det nordøstlige Angel i Sydslesvig. Sognet lå i Munkbrarup Herred (Flensborg Amt), nu i den nordlige del af Stenbjergkirke Kommune i Slesvig-Flensborg Kreds i delstaten Slesvig-Holsten. 
I Nykirke Sogn findes flg. stednavne:
- Nykirke (på tysk Neukirchen)
- Nyby (Nieby)
- Poseby